# Crandall contro Nevada
Crandall contro Nevada è una sentenza della Corte suprema degli Stati Uniti d'America del 1868, in cui i giudici hanno esplicitamente affermato, dichiarandola protetta dalla Costituzione degli Stati Uniti, che la libertà di movimento dei cittadini di quest’ultimi fra i vari Stati federati che compongono l’Unione non poteva essere limitata in alcun caso da un ostacolo di tipo economico o tributario. 

## Origine del contenzioso
La questione originò da una controversia fra Crandall e lo Stato del Nevada che, nel 1867, aveva imposto una tassa pari ad un dollaro per chiunque avesse lasciato i confini dello Stato federato tramite ferrovia, diligenza o altri veicoli adibiti o impiegati per il trasporto di individui in cambio di un pagamento per il servizio. Rifiutandosi Crandall di pagarla, egli era stato arrestato e posto in custodia.

## Opinione della Corte
Appellandosi alla famosa Clausola del Commercio, prevista dall’Art. I, § 8, cl. 3 della Costituzione degli Stati Uniti (facente parte della più ampia lista di poteri attribuiti al Congresso), e riesaminandone il significato originale (in quanto questa, testualmente, afferma solo che: “[Il Congresso avrà il potere] Di regolamentare il commercio con le nazioni straniere, e tra i diversi Stati, e con le tribù indiane;”), la Corte ha ritenuto che il Nevada violasse, con la sua tassa, parzialmente quest’ultima, ma solo per quanto riguarda il movimento dei cittadini.
L’imposizione di una tassa sui mezzi, infatti, secondo la Corte, non violava né il commercio interstatale né il divieto, per gli Stati, di imporre dazi sulle importazioni ed esportazioni di quest’ultimi verso altri Stati (quindi per un consumo nazionale interno), definita sempre dall’Art. I, § 10 della Costituzione, perché essa era legittima, come detto dal testo costituzionale, ai fini dell’applicazione delle leggi d’ispezione dello Stato. Tuttavia l’imposizione di quest’ultima anche agli “individui che si spostavano tramite essi”, violava il diritto allo spostamento come diritto fondamentale, in quanto indipendente dal volere di ciascuno se non dell’individuo stesso e garantito dalla Costituzione, visto che anche i cittadini del Nevada, come i cittadini negli altri Stati, costituivano il “popolo degli Stati Uniti” e la stessa nazione, e per questo uno Stato non può imporre una tassa su una persona per il "privilegio" di viaggiare da o per passare attraverso di essa, in quanto non si sta lasciando la giurisdizione e/o il territorio della Nazione, ma solo quello di una sua parte costituente. 
La Corte ha, quindi, distinto l’individuo dal mezzo, dichiarando sia che “una persona che viaggia è diversa dal trasporto di un bene”, il che “impedisce imposte o doveri che gravino sulla persona”, appellandosi sia al precedente McCulloch contro Maryland, che a Cooley contro il Distretto di Wardens per affermare la legalità della tassa solo sui mezzi, in quanto essa "non istituisce alcuna regolamentazione del commercio di carattere nazionale..."
Un passaggio della sentenza che distingue fra individuo e mezzo esplica perfettamente il concetto che i giudici volevano trasmettere:
"[…]Ma se il governo ha questi diritti per proprio conto, il cittadino ha anche diritti correlativi. Ha il diritto di venire alla sede del governo... questo diritto è nella sua natura indipendente dalla volontà di qualsiasi Stato sul cui suolo deve passare nell'esercizio di esso […]".